# Wilfred Waters
Wilfred Waters –conocido como Wilf Waters– (Wandsworth, 4 de enero de 1923-Surrey, 2006) fue un deportista británico que compitió en ciclismo en la modalidad de pista, especialista en la prueba de persecución por equipos.
Participó en los Juegos Olímpicos de Londres 1948, obteniendo una medalla de bronce en la prueba de persecución por equipos (junto con Alan Geldard, Thomas Godwin y David Ricketts).

## Medallero internacional
| Juegos Olímpicos | Juegos Olímpicos       | Juegos Olímpicos  | Juegos Olímpicos        |
| Año              | Lugar                  | Medalla           | Competición             |
| ---------------- | ---------------------- | ----------------- | ----------------------- |
| 1948             | Londres ( Reino Unido) | Medalla de bronce | Persecución por equipos |